# Caspar Phillipson
Caspar Phillipson (født 13. januar 1971 i København) er en dansk skuespiller, stemmeskuespiller og sanger mest kendt for sit optræden på den danske teaterscene i stykker som Les Misérables, Et juleeventyr, West Side Story, Elsk mig i nat og Lyset over Skagen.

## Baggrund
Caspar Phillipsons far, Robert Phillipson, var lektor i engelsk ved Roskilde Universitet og hans stedmor, den finske Tove Skutnabb-Kangas, var lingvist. På grund af Caspars skotske far voksede han op som tosproget. Hans biologiske mor er danske Helle-Vibeke Brinch.

## Karriere
Han blev færdiguddannet på Århus Teaters Skuespillerskole i 1995, og var tilknyttet teatret i 6 år. Han medvirkede i mange roller – blandt andet musicals som Les Misérables og Kameliadamen, samt i Hofskandalen af Bent Fabricius Bjerre på Ålborg Teater. I 2000 fik han Reumerts Talentpris. Han har desuden lagt stemme til flere tegnefilm, blandt andet som mangafiguren Son Gokū i animeen Dragon Ball Z, og i Turtles-filmen TMNT fra 2007. Han har senere optrådt som solist med DR Radiounderholdningsorkestret[kilde mangler].
I 2008 spillefilmsdebuterede han med filmen Flammen og Citronen instrueret af Ole Christian Madsen. I foråret 2010 spillede han en hovedrolle i musicalen "Et solstrejf i en vandpyt" om Jørgen og Grethe Ingmann i Glassalen i Tivoli.
I december 2010 spillede han hovedrollen Archibald Craven i musicalen The Secret Garden på Edinburgh Festival Theatre. Efter opførelserne i Edinburgh overføres forestillingen til Toronto i Canada, hvor den skal gå i 6 uger.
I 2022 deltog han i sæson 19 af Vild med dans, hvor han dansede med Malene Østergaard. Parret endte med at vinde sæsonen.

## Medvirket i

### Teaterstykker
- Elsk mig i nat (Østre Gasværk Teater) og (Musikhuset Aarhus)
- Lyset over Skagen (Danmarks turne)
- Mød mig på Cassiopeia (Nørrebros Teater)
- West Side Story (Østre Gasværk Teater)
- Et juleeventyr (Det Kgl. Teater)
- Mågen (Hippodromen)
- Naboerne (Nørrebros Teater)
- Arsenik og gamle kniplinger (Det Danske Teater)
- En skærsommernatsdrøm (Folketeatret)
- Hofskandalen (Ålborg Teater)
- Rocky Horror Show (Århus Teater)
- Les Misérables (Århus Teater)
- Kameliadamen (Århus Teater)
- A Clockwork Orange (Århus Teater)
- Arsenik og gamle kniplinger (Det Kgl. Teater)
- Historien om Købstaden (Frederikshavn)

### TV-serier
| År        | Titel                                  | Rolle(r)                                                  |                  |
| --------- | -------------------------------------- | --------------------------------------------------------- | ---------------- |
| 1995      | Hjem til fem                           | Søren, Silkes kæreste                                     | Afsnit 5 og 6    |
| 1996      | Dragon Ball Z                          | Son-Goku                                                  |                  |
| 2001      | Grumme eventyr med Billy og Mandy      | Billys far, andre roller                                  |                  |
| 2006–2007 | Barda - Et rollespil                   | N/A                                                       |                  |
| 2004      | Fosters hjem for fantasivenner         | Willy                                                     |                  |
| 2006      | LazyTown                               | Sportacus                                                 |                  |
| 2008      | Rorri Racerbil                         | Rorri                                                     |                  |
| 2009      | The Super Hero Squad Show              | Iron Man                                                  |                  |
| 2010      | Thomas og hans venner                  | Thomas, Henry, Bach                                       |                  |
| 2010      | The Avengers: Earth's Mightiest Heroes | Iron Man (sæson 1)                                        |                  |
| 2012      | Ultimate Spider-Man                    | Captain America, John Jameson, Scorpion, Fyr Nr. 2, Lærer |                  |
| 2013      | Marvel's Avengers Assemble             | Captain America                                           |                  |
| 2021      | Sommerdahl                             | Arne lind                                                 |                  |
| 2022      | Orkestret                              | Simon                                                     | Indspilning 2021 |
| 2024-nu   | Dragon Ball Super                      | Son-Goku                                                  |                  |
| 2025      | Tidsrejsen - Arven efter Drago         | Biskop Peder                                              |                  |

### Film
| År   | Titel                                       | Rolle                         |
| ---- | ------------------------------------------- | ----------------------------- |
| 2004 | Shrek 2                                     | Prins Charming                |
| 2004 | Garfield: The Movie                         | Øvrig medvirkende             |
| 2004 | Mickey, Anders, Fedtmule: De Tre Musketerer | Troubador                     |
| 2005 | Charlie og chokoladefabrikken               | Willy Wonka                   |
| 2006 | Ultimate Avengers                           | Iron Man, Bucky               |
| 2006 | Ultimate Avengers 2: Rise of the Panther    | Iron Man                      |
| 2006 | Skyllet væk                                 | Roddy                         |
| 2007 | TMNT                                        | Casey Jones                   |
| 2007 | Shrek den Tredje                            | Prins Charming                |
| 2008 | Flammen og Citronen                         | Schalburgsoldat               |
| 2008 | En sikker vinder                            | Træner                        |
| 2010 | Alice i Eventyrland                         | Den gale hattemager           |
| 2011 | Rango                                       | Rango                         |
| 2011 | Smølferne                                   | Patrick Winslow               |
| 2013 | Antboy                                      | Hr. Sommersted                |
| 2013 | Smølferne 2                                 | Patrick Winslow               |
| 2013 | Peter Pedal - Velkommen forår               | Ted / Manden med den gule hat |
| 2013 | Peter Pedal holder halloween                | Ted / Manden med den gule hat |
| 2014 | Hr. Peabody & Sherman                       | Paul Peterson                 |
| 2014 | Den milde smerte                            | N/A                           |
| 2015 | Villads fra Valby                           | Fridas far                    |
| 2015 | Peter Pedal på nye eventyr i junglen        | Ted / Manden med den gule hat |
| 2016 | Jackie                                      | John F. Kennedy               |
| 2017 | Så længe jeg lever                          | Jørn Hjorting                 |
| 2018 | Mission: Impossible - Fallout               | Plutonium-handleren           |
| 2020 | Odd Man Rush                                | Coach Tomas                   |
| 2021 | A Taste of Hunger                           | Overtjener (Head Waiter)      |
| 2021 | Marco-effekten                              | Rene Eriksen                  |
| 2021 | Skyggen i mit øje                           | Embry                         |
| 2021 | The Match                                   | Colonel Franz                 |
| 2022 | Blonde                                      | John F. Kennedy               |
| 2022 | The Conversation                            | Josep Tito                    |
| 2024 | Maria                                       | John F. Kennedy               |

### Videospil
- Sly 3: Honor Among Thieves – Den Sorte Baron og Le Fwee (2005)
- Ratchet & Clank: Quest for Booty – Angstrom Darkwater og mindre roller (2008)
- Sly Cooper: Thieves in Time - Sir Galleth Cooper (2013)

### Andet
- Walking With Dinosaurs - The Arena Experience – Fortæller (2009)